# Herbesthal
Herbesthal est un village de la commune de Lontzen, une des neuf communes de la Communauté germanophone de Belgique en Région wallonne dans la province de Liège.

## Géographie
Située face à la ville de Welkenraedt, dont elle est séparée par la "Rue Mitoyenne" (autrefois frontière d'État), route nationale reliant Eupen à la "Route Charlemagne" qui relie Aix-la-Chapelle à Reims, Herbesthal est un village de la commune de Lontzen, une des neuf communes de la Communauté germanophone de Belgique en  Région wallonne dans la province de Liège. La commune a connu une période prospère grâce à l'importance de sa gare frontière, abandonnée depuis 1966.

## Importance Internationale
Entre 1843 et 1920, Herbesthal abritait ce qui était, selon divers critères, la plus ancienne gare ferroviaire internationale du monde. Elle a perdu ce statut en raison des changements de frontières imposés par le traité de Versailles.